# Aechmea cucullata
Aechmea cucullata är en gräsväxtart som beskrevs av Harry Edward Luther. Aechmea cucullata ingår i släktet Aechmea och familjen Bromeliaceae. Inga underarter finns listade i Catalogue of Life.